# Karangnongko (Nalumsari)
Karangnongko is een bestuurslaag in het regentschap Jepara van de provincie Midden-Java, Indonesië. Karangnongko telt 3550 inwoners (volkstelling 2010).